# Estanque Pudent
Estanque Pudent är en lagun i Spanien.   Den ligger i regionen Balearerna, i den östra delen av landet, 500 km öster om huvudstaden Madrid. Estanque Pudent ligger på ön Formentera. Trakten runt Estanque Pudent består till största delen av jordbruksmark.